# Cassidulita
Cassidulita es un género de foraminífero bentónico considerado un sinónimo posterior de Islandiella de la subfamilia Cassidulininae, de la familia Cassidulinidae, de la superfamilia Cassidulinoidea, del suborden Buliminina y del orden Buliminida. Su especie tipo era Cassidulina norcrossi subsp. australis. Su rango cronoestratigráfico abarcaba el Holoceno.

## Discusión
Clasificaciones previas incluían Cassidulita en el suborden Rotaliina del orden Rotaliida.

## Clasificación
Cassidulita incluía a las siguientes especies: 
- Cassandra australis
- Cassandra gavilanensis